# Orthoderina straminea
Orthoderina straminea är en bönsyrseart som beskrevs av Sjöstedt 1918. Orthoderina straminea ingår i släktet Orthoderina och familjen Mantidae. Inga underarter finns listade i Catalogue of Life.